# Diplazium undulatum
Diplazium undulatum là một loài dương xỉ trong họ Athyriaceae. Loài này được Poir. mô tả khoa học đầu tiên năm 1812.
Danh pháp khoa học của loài này chưa được làm sáng tỏ. 